# Podhráz
Podhráz je část města Holice v okrese Pardubice. Nachází se na severozápadě Holic. Prochází zde silnice I/35 a silnice I/36. V roce 2009 zde bylo evidováno 57 adres. V roce 2001 zde trvale žilo 146 obyvatel.
Podhráz leží v katastrálním území Holice v Čechách o výměře 19,65 km2.